# Adina Izarra
Adina Izarra (sinh năm 1959) là một nhạc sĩ, nhà giáo dục âm nhạc và nhà soạn nhạc người Venezuela.

## Tiểu sử
Adina Izarra được sinh ra ở Caracas, Venezuela. Cô học âm nhạc dưới thời Alfredo del Mónaco ở Caracas và nhận bằng tiến sĩ. trong sáng tác từ Đại học York, Anh, năm 1988, sau khi học với Vic Hoyland.
Sau năm 1988, Izarra trở lại Caracas, nơi cô đảm nhiệm vị trí giáo sư sáng tác tại Đại học Simón Bolívar. Từ năm 1999 đến 2001, cô là thành viên của ủy ban điều hành của Hiệp hội âm nhạc đương đại quốc tế (ISCM).

## Công trinh
- 10 ° 29 'N Acousmatic, 2007
- Cả đời tôi yêu hos, video, 2006
- Vihuela cho Vihuela, hợp tác điện tử với Rubén Riera, 2005
- Aria thứ ba cho Oboe, Clarinet và Bassoon, 2004
- 3c Aria cho sáo, bassoon và guitar, 2004
- Trái đất là ngôi nhà của chúng ta, cho tứ tấu đàn dây, 2004
- Trong Visée, MP3 to Theorbo và Laptop, video năm 2004
- Caucus, cho độc tấu piano, 2003
- Hai thu nhỏ thời trung cổ, cho clarinet trong Bb và piano, 2003, viết tắt của guitar và tứ tấu đàn dây, 2003
- Folias của Tây Ban Nha, cho đàn hạc một mình, 2002
- Guacaipuro, 2000. Opera cho các nhạc cụ cũ, dàn nhạc thính phòng, hợp xướng và nghệ sĩ độc tấu.
- Ba phiên bản ngắn cho piano và sáo, 2001
- Một hai sáo MP3 và Guitar. 1991
- Hai phong trào cho Quintet. Giải thưởng quốc gia Guitar và String Quartet năm 1990
- Hòa tấu guitar, 1991 Guitar và Dàn nhạc thính phòng
- Tribute, Giải thưởng quốc gia Dàn nhạc thính phòng năm 1991, 1991
- Luvina, 1992 Sáo Bass và sự chậm trễ
- Máy xay, Sáo một mình 1992
- Âm nhạc ngẫu nhiên cho TROJAN của Euripides, Giải thưởng Nhà hát thành phố năm 1994
- Tháp Mười, Sáo đơn 1994 Được biên soạn bởi Funves Caracas 1996, Phân tích tác phẩm của A. Izarra (1996)
- Folias của Tây Ban Nha, Guitar Sola 1995 Ủy ban Mavesa SA, Caracas
- Nghiên cứu nhịp điệu của Landini, 1996 Piano Solo
- Profane Oratorio, 1997 Sop, barite., Sáo, Đàn hạc, Guitar và bộ gõ. USB tùy chỉnh, Caracas
- Chân dung của Macondo, 1997 Clarinet, Bassoon và Piano được ủy quyền bởi Trio Neos (Mexico)
- Hòa nhạc Harp, 1997 Harp và Dàn nhạc thính phòng được ủy quyền của Venezuela Telda
- Ba bộ phim ngắn: 1 ngắn, ngắn chậm, sáo ngắn thứ 2 năm 1998
- Oshunmare, Bản hòa tấu cho violin và dàn nhạc năm 1982 do Đại học York, Anh ủy quyền
- Watch, 1983 Hai nghệ sĩ piano và người kể chuyện Giải thưởng sáng tác quốc gia 1984
- Dàn nhạc ma thuật Arpilleras Weaver, Giải thưởng quốc gia 1985
- Sáo Plumismo, Piccolo 1986 Xuất bản bởi đĩa đơn Equinox, USB, Caracas
- Sulphuratus Pitangus 1987 Bản hòa tấu cho sáo và dây
- Vojm 1988 Thiết bị thoại và điện tử
- Thông qua một số Transparencies 1989 Harp
- 1989 Margarita Soprano, Guitar và sáo
- 1989 Margarita Mezzo, Sáo, Đàn hạc, Oboe, Bàn phím và Bass.
- Im lặng, 1989 Guitar đơn được biên tập bởi Funves Caracas 1990
- Reverón, 1989 Sáo, Oboe và Bass
- Querrequerre, 1989 Hai piccolos hoặc Piccolo và Oboe
- Từ một cửa sổ với Vẹt, Guitar Sola 1989 [3]